# Lama gracilis
La llama grácil (Lama gracilis = Vicugna gracilis = Vicugna vicugna gracilis) o vicuña pampeana, es un mamífero artiodáctilo extinto —de discutida taxonomía— perteneciente la familia Camelidae que vivió en la mitad austral de América del Sur. Se caracterizó por presentar una particular conformación de sus incisivos y por poseer un porte intermedio entre el del guanaco y el de la vicuña.

## Distribución y hábitat
Presenta adaptaciones para la vida en penillanuras semiáridas y estepas. Sus restos se han colectado desde Bolivia y el sur de Chile, pasando por el Uruguay y parte de Brasil hasta las pampas del centro de la Argentina, habitando mayormente en planicies de baja altitud. 
Se ha recuperado material correspondiente a Lama gracilis en los siguientes localidades paleo/arqueológicas:
Argentina.
- Provincia de Buenos Aires (todos del Pleistoceno tardío —edad Lujanense—)
  - Luján —río Luján—;
  - Arrecifes —río Arrecifes—;
  - Salto—río Arrecifes—;
  - Laguna Vitel;
  - Laguna Chis Chis;
  - Moreno —río Reconquista—;
  - Las Flores;
  - Tres Arroyos;
  - Centinela del Mar;
  - Paso Otero;
- Provincia de Córdoba
  - Los Talas, sector de Río Tercero, río Anizacate, departamento Santa María (Pleistoceno tardío).[8]
- Provincia de Entre Ríos
  - Departamento Diamante, cuenca del arroyo Ensenada, (Pleistoceno tardío).
- Provincia de Santa Cruz
  - Los Toldos, (límite Pleistoceno-Holoceno)
  - El Ceibo,
  - Piedra Museo;
  - Cueva del Minero (La María);

Bolivia
- Tarija, Departamento de Tarija.

Chile
- Cueva Chica, (51°34′23′′S 72°35′10′′W, Región de Magallanes)

Uruguay
- En la zona norte.[9]

## Registro fósil
Esta especie fue encontrada en depósitos del Pleistoceno medio al tardío y del Holoceno temprano.   

## Características
Su tamaño corporal es más pequeño que el guanaco, pero ligeramente más grande que la vicuña. Su peso fue calculado entre 50 y 64 kg.  
Los metapodiales son comparativamente más gráciles. Los incisivos inferiores están ligeramente imbricados, y muestran una gruesa capa de esmalte sobre la cara vestibular que se convierte en mucho más delgada en el lado lingual. Los incisivos bicelados muestran facetas de desgaste en sus extremos distales. En Vicugna vicugna esta característica es similar pero mucho más desarrollada pues la faceta de desgaste cubre una amplia superficie en la cara lingual del diente. Por otra parte, en Lama guanicoe las facetas de desgaste son mucho menos desarrolladas y más en los bordes de los incisivos, la dentina queda expuesta como una banda fina en el esmalte labial y lingual. El desgaste de los incisivos inferiores se encuentra en la subsección cuadrangular, a diferencia de lo que ocurre con Vicugna vicugna donde esta sección está ampliada, con un subrectangular y sección subelíptica.
En 2006, Brenda Ferrero realizó análisis de los componentes principales y discriminantes comparando materiales de dentición de camélidos fósiles y vivientes, encontrando que los asignados a L. gracilis de las pampas y mesopotamia de la Argentina se podían separar de los de V. vicugna y que se asemejan más a los de L. guanicoe que a los de V. vicugna.

## Taxonomía
Descripción original
Este taxón fue descrito originalmente en el año 1880 por el paleontólogo francés François Louis Paul Gervais y el naturalista, arqueólogo, antropólogo, paleontólogo y geólogo argentino Florentino Ameghino, bajo la combinación científica de Auchenia gracilis.
Florentino Ameghino encontró los primeros restos fragmentarios de este camélido en la ciudad de Luján, provincia de Buenos Aires, Argentina. La pieza holotípica es un cráneo depositado en la colección Seguin del Museo de París, Francia.
El primer esqueleto exhumado casi completo fue hallado en las barrancas del río Arrecifes por el equipo de búsqueda comandado por José Luis Ramírez.
Ejemplares exhibidos
- Museo de Paleontología de Salto, en Av. España junto al Parque de la Madre, en la ciudad de Salto, provincia de Buenos Aires, Argentina. En la segunda sala se halla en exposición el único ejemplar completo en el mundo de Lama gracilis. Fue hallado en el estrato de arcillas rojas (Chumbiada), correspondiente al Lujanense tardío.

Discusión taxonómica
Lama gracilis es un taxón de posición sistemática discutida.
Para algunos autores, esta especie está más relacionada con Vicugna vicugna que con el género Lama, por lo que, tratando a Vicugna como un subgénero de Lama, la llamaron: Lama (Vicugna) gracilis.
Al ser Vicugna nuevamente elevado a género (sobre la base de estidios de ADN y osteológicos), el nombre correspondiente sería entonces: Vicugna gracilis. Para algunos investigadores, el concepto de V. gracilis quedaría limitado a la región de las pampas argentinas, uruguayas y brasileñas, debiendo a este asignarle todas las piezas de las llanuras del Plata referidas a camélidos pequeños, incluso las referidas a la alpaca (Vicugna pacos ). Algunos también consideran a esas poblaciones pampeanas no en un nivel de especie, al agruparlas dentro de Vicugna vicugna, o dentro de la misma, como una subespecie o forma ecológica algo mayor y que se desarrollaba en un ambiente distinto al del que viven los representantes actuales de la misma; estos últimos serían solo una rama que conquistó las mesetas altiplánicas desde las poblaciones pampeanas.
Por último, otros continuaron empleando la combinación Lama gracilis.
Estudios de ADN de restos encontrados en la Patagonia chilena, los que previamente hubiesen sido clasificados como Lama gracilis, resultaron corresponder a ejemplares de Vicugna vicugna, la cual habría tenido una distribución geográfica mucho más amplia que la actual, estando estos más relacionados con Vicugna vicugna mensalis, si bien recomendaron más estudios porque las particularidades podrían deberse a que pertenecerían a una subespecie extinta. Sugirieron que todos los fósiles que fueron asignados a Lama gracilis, en realidad podrían pertenecer también a V. vicugna. Si bien nuevos hallazgos en la zona de Calama en el norte chileno la reconfirmaban para ese país, en 2015 los mismos fueron reasignados por Rafael O. Labarca a Vicugna provicugna.
Para el año 2015, se aceptaba a Vicugna vicugna como una especie que vivió hace cerca de 14 000 años en el extremo sur de la Patagonia, pero conviviendo con Lama gracilis.

## Hábitos y causas de su extinción
Seguramente vivirían en pequeños grupos que pastarían siempre atentos al peligro que representaban los variados predadores carnívoros. Su dieta era herbívora, especializada en gramíneas microtérmicas.
Vivió hasta el Holoceno temprano, por lo que convivió durante algunos milenios con las primeras oleadas humanas llegadas al Cono Sur, es decir los primitivos amerindios. Estos dieron caza a este animal, a juzgar porque la mayoría de los hallazgos provienen de yacimientos arqueológicos, siendo pocos los recuperados en yacimientos paleontológicos. Según los especialistas esta sería la causa principal de su extinción.